# John Dagleish
John Dagleish ( /dæˈɡliːʃ/ dag-LEESH, Kelvedon, Essex, 5 de febrero de 1981) es un actor británico, conocido por su trabajo en el teatro.

## Carrera
De 2008 a 2011, John Dagleish interpretó a Alf Arless en la serie Lark Rise to Candleford de la BBC. En 2014, interpretó a Ray Davies como parte del elenco original de <i id="mwEw">Sunny Afternoon</i> en Hampstead Theatre. La producción se trasladó a West End en octubre de 2014, donde Dagleish ganó el premio Laurence Olivier al mejor actor en un musical por su actuación. También fue nominado para el premio al talento emergente del London Evening Standard. Como parte del elenco original, apareció en el álbum original del elenco de Londres.
En 2015, se unió a Kenneth Branagh Theatre Company, apareciendo en producciones de Harlequinade y Cuento de invierno en el Garrick Theatre En 2016 interpretó a Lysander en El sueño de una noche de verano en el Young Vic. En mayo de 2017 apareció en Common en el Royal National Theatre. Más tarde ese año, apareció en Liga de la Justicia.
En 2018 en la película Christopher Robin, interpreta el papel de Matthew Leadbetter.

## Filmografía

### Películas
| Año  | Título                     | Papel              | Notas |
| ---- | -------------------------- | ------------------ | ----- |
| 2011 | Age of Heroes              | Roger Rollright    |       |
| 2014 | The Monuments Men          | ADSEC Sarge        |       |
| 2014 | Snow in Paradise           | Tony               |       |
| 2017 | Liga de la Justicia        | Black Clad Beta    |       |
| 2018 | Christopher Robin          | Matthew Leadbetter |       |
| 2018 | Farming                    | Levi               |       |
| 2018 | El regreso de Mary Poppins | Courier            |       |
| 2018 | All Is True                | Rafe Smith         |       |
| 2019 | Judy                       | Lonnie Donegan     |       |
| 2020 | The Gentlemen              | Hammy              |       |
| 2023 | La Sirenita                | Mulligan           |       |

### Televisión
| Año       | Título                            | Papel                     | Notas                            |
| --------- | --------------------------------- | ------------------------- | -------------------------------- |
| 2008-2011 | Lark Rise to Candleford           | Alf Arless                | Protagonista, 38 episodios       |
| 2010      | The Bill                          | Malcolm Christie          | 1 episodio                       |
| 2010      | Any Human Heart                   | Lieutenant James Terrence | Miniserie, 1 episodio            |
| 2011-2012 | Beaver Falls                      | Barry Fletcher            | Protagonista, 12 episodios       |
| 2012      | The Hollow Crown                  | John Bates                | 1 episodio, Henry V              |
| 2012-2013 | Starlings                         | Gravy                     | Protagonista, 12 episodios       |
| 2013      | Truckers                          | Martin Banks              | Protagonista, 5 episodios        |
| 2014-2016 | Siblings                          | Sherriff                  | 2 episodios                      |
| 2015      | Silent Witness                    | DI Rory Drennan           | Episodio: "Protection" (2 parts) |
| 2015      | Jonathan Strange &amp; Mr Norrell | Naval Lieutenant          | Miniserie, 1 episodio            |
| 2017      | The Moorside                      | 'Scouse' Pete Brown       | Miniserie, 2 episodios           |
| 2018      | The Bisexual                      | Jon-Criss                 | 2 episodios                      |
| 2020      | The Third Day                     | Larry                     | Miniserie, 6 episodios           |

### Videojuegos
| Año  | Título                                       | Papel       | Notas                        |
| ---- | -------------------------------------------- | ----------- | ---------------------------- |
| 2022 | The Dark Pictures Anthology: The Devil in Me | H.H. Holmes | Voz y captura de moviemineto |